# Ummidia asperula
Ummidia asperula là một loài nhện trong họ Ctenizidae. U. asperula được miêu tả năm 1889 bởi Eugène Simon.